# Kwonkan linnaei
Kwonkan linnaei is een spinnensoort uit de familie Anamidae.